# Eupithecia assa
Eupithecia assa är en fjärilsart som beskrevs av Mironov 1989. Eupithecia assa ingår i släktet Eupithecia och familjen mätare. Inga underarter finns listade i Catalogue of Life.